# Heini Viðoy
Heini Ziskason Viðoy (* 12. Januar 1997) ist ein ehemaliger färöischer Fußballspieler und heutiger -schiedsrichter. Seit 2024 ist er neben seinem Landsmann Jóhan Hendrik Ellefsen als FIFA-Schiedsrichter im Einsatz.

## Karriere

### Als Spieler
Viðoy spielte in der Jugend von HB Tórshavn. Beim Pokalsieg der U-18 im Jahr 2013 wurde er im Finale nicht eingesetzt. Ein Jahr später gewann er mit HB die U-18-Meisterschaft. Beim U-18-Pokalsieg 2015 befand er sich nicht im Finalkader. Im selben Jahr gelang der zweiten Mannschaft als Erstplatzierter der Aufstieg in die zweite Liga. Zu seinem ersten von zwei Kurzeinsätzen kam Viðoy, als er am zweiten Spieltag beim Stand von 4:0 im Heimspielg gegen Royn Hvalba in der 75. Minute für Hans Jacobsen eingewechselt wurde. Das Spiel endete 6:0. Nach der Saison widmete er sich seiner Schiedsrichterkarriere.

### Als Trainer
Ab dem siebten Spieltag der Saison 2019 fungierte Viðoy neben Arnar Lognberg als Trainer von Undrið FF in der drittklassigen 2. Deild. Nachdem der Rückstand auf den achten Platz zwischenzeitlich bereits elf Punkte betrug, gelang noch der Klassenerhalt durch fünf Siege aus den letzten acht Spielen.

### Als Schiedsrichter
Viðoy leitete zunächst Partien in der drittklassigen 2. Deild sowie in der ersten Liga der Damen. Dort leitete er seine erste Partie am zehnten Spieltag zwischen KÍ Klaksvík und HB Tórshavn. Ein Jahr später folgte mit der Begegnung zwischen ÍF/Víkingur und B36 Tórshavn sein erster Pokaleinsatz bei den Damen. Auch in der zweiten Liga der Männer feierte er sein Debüt beim Spiel zwischen KÍ Klaksvík II und TB/FC Suðuroy/Royn II. 2022 leitete Viðoy das Spiel um den Supercup der Frauen zwischen KÍ Klaksvík und NSÍ Runavík. In der dänischen Københavnerserien war er Schiedsrichter in der Partie zwischen Skovshoved IF und BK Frem Kopenhagen II. Am 26. Spieltag feierte er zudem sein Debüt in der Betrideildin beim Spiel zwischen AB Argir und Víkingur Gøta.
2023 wurde Viðoy im Rahmen der Nordischen Meisterschaft für zwei Spiele eingesetzt, die Begegnung zwischen der israelischen U-17- und finnischen U-17-Nationalmannschaft war der erste internationale Einsatz bei den Männern. In der schwedischen Superettan leitete er die Begegnung zwischen Landskrona BoIS und IK Brage. Im Dezember 2023 trat Viðoy die Nachfolge von Kári á Høvdanum als FIFA-Schiedsrichter an. Im Jahr darauf kam es zu weiteren internationalen Einsätzen bei der 1. Qualifikationsrunde zur UEFA Conference League zwischen Crusaders FC und Caernarfon Town, der UEFA Youth League zwischen FC Brügge und Borussia Dortmund sowie im Qualifikationsspiel zur U-21-EM 2025 zwischen Nordirland und Aserbaidschan.
Insgesamt leitete Viðoy bis Ende 2024 41 Erstligaspiele (20 bei den Männern, 21 bei den Frauen), 69 Zweitligapartien, acht Spiele im färöischen Pokal (zwei bei den Männern, sechs bei den Frauen), ein Europapokalspiel, ein U-21- sowie vier U-17-Länderspiele. Sein Heimatverein als Schiedsrichter war zunächst HB Tórshavn, seit 2020 ist dies Undrið FF.